# Streitheide (Weyhe)
Koordinaten: 52° 57′ 39″ N, 8° 48′ 0″ O

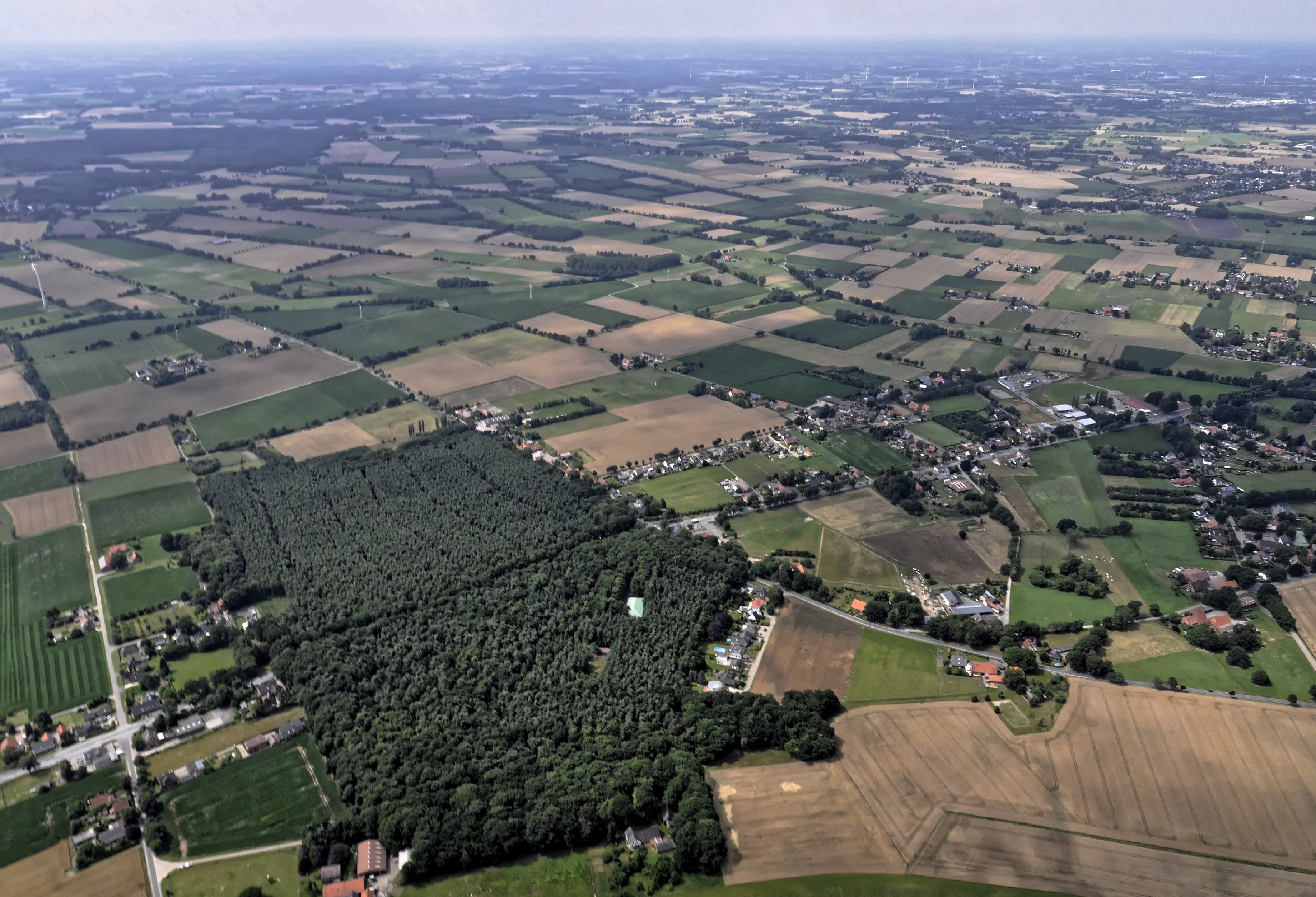
Blick auf Melchiorshausen, vorn links im Bild das Landschaftsschutzgebiet Streitheide

Die Streitheide ist ein 32,0 ha großes Waldgebiet im westlichen Bereich der niedersächsischen Gemeinde Weyhe im Landkreis Diepholz. Es liegt zu beiden Seiten der B 6 im Weyher Ortsteil Melchiorshausen. Am nordwestlichen Rand des Gebietes verläuft die Kreisstraße K 116.

## Geschichte
Die Streitheide wurde im Jahr 1964 als Landschaftsschutzgebiet ausgewiesen (siehe Liste der Landschaftsschutzgebiete im Landkreis Diepholz; darin: Streitheide, LSG DH 00057).